# Jan Izbiński
Jan Izbiński (Izba) (ur. 24 października 1949 w Gnieźnie) – polski wokalista i gitarzysta jazzowo–bluesowy.

## Życiorys
Zaczynał w amatorskich zespołach rockowych, a następnie już jako profesjonalista na stałe związał się z nurtem muzyki jazzowo-bluesowej.
Zadebiutował w roku 1970. W 1974 na Międzynarodowych Spotkaniach Wokalistów Jazzowych w Lublinie, został zauważony i zebrał wiele znakomitych recenzji. Towarzyszyła mu Grupa Organowa Krzysztofa Sadowskiego – klawiszowiec nazwał Izbińskiego białym murzynem polskiego bluesa. Muzycy pracowali ze sobą także w późniejszych latach.
W 1975, również w Zamościu muzyk zajął III miejsce ex aequo z czarnoskórym wokalistą, pianistą i trębaczem Le Bron Platerem. Akompaniowało mu wówczas trio słowackiego pianisty Gabora Jonasa.

Największą jednak niespodzianką całej Rawy Blues'87 był występ wokalisty – gitarzysty Jana „Izby” Izbińskiego. Niczym Lightnin’ Hopkins i Bo Diddley w jednej osobie, Izbiński rozkołysał całą widownię, porwał ją do wspólnego śpiewania i tańca

Na szczęście występujący później Jan „Izba” Izbiński szybko i skutecznie zatarł to niekorzystne wrażenie. Zaśpiewał parę bluesów i songów udowadniając, że słusznie umieszcza się go w kręgu spadkobierców „czarnej” tradycji wokalnej. Hammond Sadowskiego pasował znakomicie i dodawał „Izbie” (sic!) szczególnego smaku. Był to występ godzien płyt! Złota Tarka-97

Izbiński współpracował z wieloma polskimi zespołami, takimi jak: Breakout (1972 – występy w kraju i przygotowywanie materiału na anglojęzyczną płytę, która miała być nagrana w Holandii, lecz ostatecznie nic z tego nie wyszło), zesp. Katarzyny Sobczyk i Henryka Fabiana (1973), Trubadurzy (1974), Kasa Chorych (1980–1982 – zarejestrowane w 1982 r. nagrania archiwalne dla Polskiego Radia, m.in. Gdybym był wichrem z rep. Breakoutu; gościnny występ w bloku zespołu podczas festiwalu Jesień z Bluesem'82 – w rep. m.in. Kansas City, See See Rider i Blues in the Dark), After Blues, Recydywa, Operating Conditions, Orkiestra „Poznań” pod kierunkiem Leszka Paszko i wiele innych.
W latach 1978–1979 był wokalistą zespołu Sami Swoi z którym dokonał wielu nagrań radiowych i telewizyjnych (m.in. program telewizyjny dla Studio Gama pt. Był Jazz w reż. A. Wasylewskiego). Wraz z solistką grupy Hanną Banaszak wziął udział w jej nagraniach płytowych, występował na Międzynarodowej Wiośnie Estradowej w Poznaniu i na Muzycznym Campingu w Lubaniu oraz gościł na większości festiwali jazzowych. Z formacją pracował także na początku lat osiemdziesiątych i w połowie lat dziewięćdziesiątych. W 1983 roku wziął udział w programie telewizyjnym dla sieci S.F. B. w Berlinie Zachodnim; w 1995 – wznowił z nią współpracę.

Nowe Nadzieje Polskiej Wokalistyki Jazzowej: Do czołówki udzielających się polskich wokalistek jazzowych – Dudziak, Prońko, Wróblewska, Bem – trzeba dodać jeszcze dwóch jazzmanów, o których stosunkowo mało się słyszy: Marek Stryszowski i Jan „Izba” Izbiński. Izbinski zaczynał jako gitarzysta w „Estradzie” grając w zespole akompaniującym solistom, potem zaangażował się do zespołów Breakout, Trubadurzy. Na ubiegłorocznych Lubelskich Spotkaniach Wokalistów Jazzowych otrzymał III nagrodę. Mimo że nie ukończył szkoły muzycznej, własną pracą doszedł do takiego poziomu, który pozwolił mu na uzyskanie weryfikacji i uprawnień muzyka. Warto więc dopomóc młodym ludziom gdyż nie jest łatwo o nowy wartościowy narybek

NA PIĘCIOLINI:

Wokalistyka jazzowa praktycznie nie istnieje w naszym kraju. Jest wprawdzie kilka osób parających się sporadycznie tą trudną dyscypliną, z tym większą przyjemnością chcę przedstawić dziś postać wokalisty Jana „Izby” Izbińskiego – wielkiej nadziei polskiego jazzu, który przy odpowiedniej pomocy może niebawem stać się pierwszą gwiazdą naszego świata swingu. Estradowa przygoda młodego świnoujścianina trwa już dosyć długo, a mimo to w dalszym ciągu pozostaje on nieznany szerszemu kręgowi odbiorców. Tymczasem zasługuje ze wszystkich miar na uznanie jako znakomity interpretator czarnego rythm and bluesa i wykonawca złotych standardów jazzowych. Izbiński dysponuje kapitalnym aparatem głosowym, świetną dykcją, autentycznym feelingiem jazzowym, wyczuciem frazy i obyciem estradowym. Czegóż trzeba więcej? Trudno by doprawdy znaleźć dziś w gronie ludzi śpiewających na krajowej scenie wokalistę mogącego stawić mu czoła.

Na krótko związał się z grupą Breakout i Trubadurzy, jednak zbyt duża indywidualność muzyczna sprawiła, że w żadnej z tych grup nie zagrzał na dłużej miejsca. Liderzy uznali, że jest po prostu za dobry i mógłby stanowić zbyt dużą konkurencję dla innych muzyków, wyraźnie odstający od innych muzyków. Po dwóch latach pojawił się ponownie na estradzie u boku Hanny Banaszak jako drugi solista wrocławskiej grupy „Sami Swoi”. Spisuje się widać w tej roli doskonale skoro po ostatniej Złotej Tarce Jan „Izba” Izbiński zebrał sporo entuzjastycznych recenzji

Izbiński ma również na koncie współpracę z takimi wykonawcami jak: Hanna Banaszak, Maria Sadowska, Dariusz Kozakiewicz, Wojciech Bruślik, Andrzej Zieliński, Wojciech Morawski, Wojciech Karolak, Józef Skrzek, Artur Dutkiewicz, Sławomir Piwowar, Zbigniew Wrombel, Krzysztof Przybyłowicz, Jerzy Główczewski, Adam Wendt, Zbigniew Lewandowski, Maciej Sikała, Zbigniew Czwojda, Tomasz Grabowy, Paweł Serafiński, Artur Lesicki i inni.
Brał udział we wszystkich ważniejszych krajowych i zagranicznych festiwalach jazzowych, bluesowych i innych. Były to m.in. Jazz Jamboree, Złota Tarka, Jazz Nad Odrą, Międzynarodowe Spotkania Wokalistów Jazzowych, Jazz Jantar, Pomorska Jesień Jazzowa, Jesień z Bluesem, Blues Meeting, Rawa Blues, Bluesada, Bluesonalia, Blues Jantar, FAMA, Piknik Country & Folk w Mrągowie, XXIV Krajowy Festiwal Piosenki Polskiej w Opolu (1987, Festiwal w Jarocinie, Barwy Gitary, czy niemiecka impreza Jazz Fruchling. Koncertował w ZSRR, NRD, RFN, Austrii, Danii, Szwajcarii, Irlandii.

GWIAZDY WOLĄ ŚWINOUJŚCIE:

Słyszałem „Izbę” Izbińskiego jak śpiewał What a wonderful world w ogródku letnim przed „Albatrosem” na promenadzie i pomyślałem – naprawdę niewielu może się z nim równać. W ciągu ostatnich kilku tygodni Jan Izbiński odzyskał tę samą formę którą prezentował przed ćwierćwieczem. A wówczas był jednym z najlepszych śpiewających gitarzystów w tym kraju

W 2004 roku otrzymał honorową odznakę uczestnika festiwalu FAMA w Świnoujściu. Izbiński brawurowo wykonuje utwory z repertuaru Raya Charlesa i B.B. Kinga, a także własne kompozycje, takie jak napisany w 1967 roku wspólnie z Klaudiuszem Magą z grupy Czerwono-Czarni utwór do wiersza Już kocham cię tyle lat Konstantego Ildefonsa Gałczyńskiego, Siedem chudych krów do słów Jana Wołka, czy kompozycje z repertuaru grup Breakout (Oni zaraz przyjdą tu) i Kasa Chorych (Pieniądze albo życie).

Sopot Molo Jazz Festival: Natomiast po raz kolejny z wielką przyjemnością odnotowałem, że śpiewający również z Sadowskim Jan „IZBA” Izbiński trzyma nieodmiennie wysoką klasę w dziedzinie wokalistyki jazzopodobnej. Choć właściwie dobór repertuaru raczej rhythm and bluesowego jest kwestią drugorzędną, Izbiński to jednak człowiek jazzu, w takim samym stopniu, w jakim jest nim np. Ray Charles

W 2005 r. wokalista wziął udział w projekcie A Tribute to Ray Charles, a w 2008 wspólnie z Tomaszem Jaśkiewiczem przedstawił program na który złożyły się utwory Raya Charlesa i Czesława Niemena. Ponadto brał udział w jubileuszowych benefisach: Zbigniewa Lewandowskiego, Czerwono-Czarnych i zespołu Sami Swoi.
W koncercie pod patronatem Franciszka Walickiego 50-lecie polskiego Big Beatu i Rock and Rolla wystąpił z Piotrem Kałużnym (bierze udział w projekcie A Tribute to Ray Charles) i T. Jaśkiewiczem obok takich wykonawców jak SBB, czy Piotr Nalepa.
Współtworzy zespół Izba i Kanalie (w późdniejszym okresie działał pod nazwą Kreatury i Kanalie). Od wielu lat jest mieszkańcem Świnoujścia, gdzie również występuje.

## Dyskografia
Z zespołem Sami Swoi:
- 1979 – Hanna Banaszak: Summertime (MC, Wifon)
- 1980 – Jan Izbiński, Hanna Banaszak i Sami Swoi (EP, Tonpress)
- 1980 – Hanna Banaszak: Summertime (LP, Pronit)

Z zespołem Operating Conditions:
- 1989 – Operating Conditions Orchestra (LP, Polskie Nagrania)[9]

Z zespołem Krzak:
- 2006 – Pamięci Skiby Jarocin 1983 (Metal Mind Productions)

Z zespołem Kasa Chorych:
- 2006 – Blues córek naszych – nagrania radiowe (Metal Mind Productions)

### Kompilacje
- 2009 – Antologia Polskiego Bluesa cz. 2: Blues z szuflady (4ever music)[10]